# Sierra de Nipe
La Sierra de Nipe forma parte del macizo montañoso Nipe‑Sagua‑Baracoa, al oriente de Cuba, específicamente en la provincia de Holguín. Se extiende aproximadamente 25 km de este a oeste y 45 km de norte a sur, elevándose hasta los 995 m sobre el nivel del mar en su punto más alto: el pico conocido como Loma de la Mensura.

## Situación geográfica
La sierra está ubicada entre la Bahía de Nipe y los ríos Mayarí, Nipe y Guaninicum, dentro del grupo montañoso Nipe‑Sagua‑Baracoa. Su área incluye la Meseta de Pinares de Mayarí, con una superficie de unos 318,8 km² y altitudes que oscilan entre 500 y 700 m.

## Geología y relieve
La superestructura presenta fuertes intrusiones de rocas ígneas que emergen entre estratos calizos de origen terciario, formando un relieve escarpado y accidentado que combina mesetas, cavernas y cañones fluviales. En sus laderas se encuentran también las lomas de Serones, Seboruco, Bitirí y Canapú, así como puentes naturales y viejos cauces abandonados.

## Flora y fauna
Es una de las regiones con mayor endemismo floral de Cuba, con más de 445 especies de plantas, entre ellas el Pinus cubensis (pino de Mayarí), charrascales y bosques mesófilos siempre verdes. Según registros, alberga más de 90 especies de aves, de las cuales 21 son endémicas de la isla, incluyendo el zunzuncito, sijú cotunto, gavilán colilargo, cartacuba, carpintero verde, entre otras.
Además, se han reportado más de 900 especies vegetales en todo el macizo, con 67 especies de moluscos terrestres —90 % son endémicas— y mamíferos como diferentes especies de jutías y murciélagos.

## Curiosidades

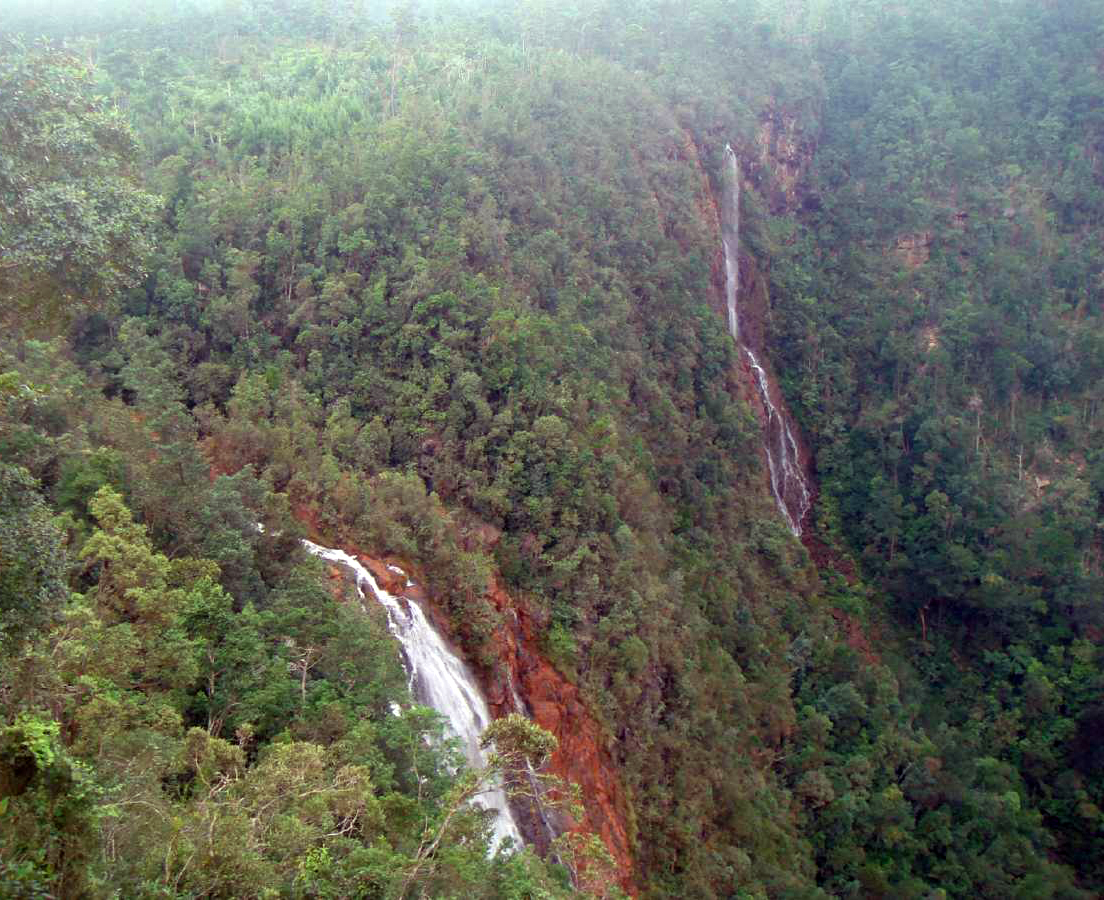
Salto del Guayabo.

El Salto del Guayabo, ubicado en la Sierra de Nipe, es considerada como la mayor cascada de Cuba, con caídas que alcanzan entre 260 y 300 m de altura. Cristóbal Colón, impresionado por esas montañas, describe en sus crónicas:
«no las hay tan altas ni tan hermosas y claras…»
También destaca la presencia de la orquídea Pleurotallis Shaffery, la más pequeña de Cuba, y de 190 especies endémicas, así como 12 variedades de moluscos endémicos.

## Área protegida
El Parque Nacional La Mensura-Piloto fue declarado como tal en 2008, y con una superficie de 84,86 km², está ubicado en los flancos de la Sierra de Nipe. Es administrado por el Ministerio de Ciencia, Tecnología y Medio Ambiente (CITMA) y reconocido como uno de los principales entornos naturales protegidos del país.

## Importancia económica y turística
La Sierra de Nipe es rica en minerales estratégicos como hierro, níquel y cobalto, lo que ha impulsado la minería en la región. Además, su valor ecológico y paisajístico favorece el ecoturismo: senderismo, observación de aves endémicas, cascadas y cuevas visibles desde espacios naturales como los Pinares de Mayarí.